# Garig
Garig je degradacijski stadij mediteranskih šuma.
Prvi degradacijski stadij mediteranskih šuma, ponajviše šuma hrasta crnike je makija, dok je garig drugi degradacijski stadij, nastao dodatnom degradacijom makije. Nastaje štetnim djelovanjem čovjeka i domaćih životinja posebno koza. One odgrizaju lišće, pupoljke i mlade izbojke, nagrizaju koru, gaze korijenje i mlade biljke, savijaju mlade izbojke nalijeganjem i češanjem, lome grančice i dr. Štetno djeluju i šumski požari. 
U stadiju gariga ostaju samo najotoporniji elementi makije (bodljikave i aromatične biljke). Garig je rijedak, prohodan, tlo nije suvislo obraslo. Da bi se garig postupno vratio u visoku šumu, sadi se alepski ii brucijski bor, a s vremenom se vraća hrast crnika. 
U submediteranu na dodiru mediteranskih i kontinetalnih utjecaja raste pseudogarig, koji se od gariga razlikuje po tome što predvladavaju listopadne vrste.